# Percy Avery Rockefeller

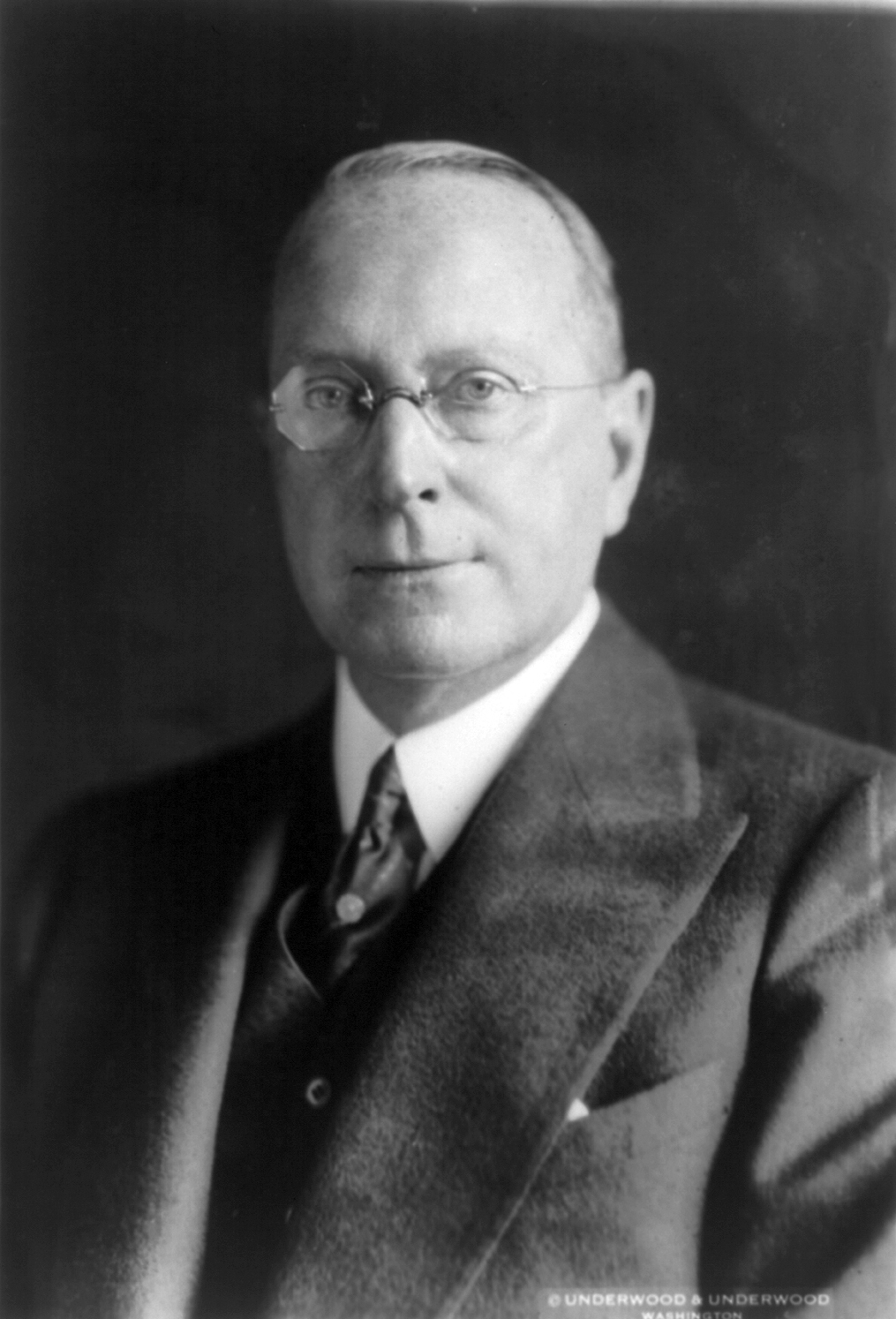
Percy Avery Rockefeller

Percy Avery Rockefeller (* 27. Februar 1878 in New York City; † 25. September 1934 ebenda) war ein US-amerikanischer Unternehmer. Er war Direktor von mehr als 50 Unternehmen.
Percy Avery Rockefeller wurde als Sohn von William Rockefeller und dessen Ehefrau Almira Geraldine Goodsell geboren. Er war der Neffe von John D. Rockefeller.
Er absolvierte von 1897 bis 1900 erfolgreich die Yale-Universität und wurde in die dortige Studentenverbindung Skull & Bones aufgenommen. Anschließend arbeitete er unter anderem bei Remington Arms.
Am 23. April 1901 heiratete er Isabel Goodrich Stillman, die Tochter von James Stillman, dem Präsidenten der First National City Bank (heute Citibank). Sein Vater war an dieser Bank beteiligt und kontrollierte zusammen mit der Familie Stillman das Unternehmen. In den  Jahren 1900 bis 1922 führte Percy Avery Rockefeller mit seinem Vater gemeinsam die Geschäfte. P. A. Rockefeller war 1932 am sogenannten 'Kreuger swindle' beteiligt, bei dem annähernd insgesamt 200 Millionen US-Dollar Verluste entstanden.
Percy wurde in dem von seinem Vater erbauten Mausoleum auf dem Sleepy Hollow Cemetery, Tarrytown, N.Y., beigesetzt.

## Nachfahren
Percy Avery Rockefeller (1878–1934) ⚭ Isabel Stillman d. 1935
- Isabel Rockefeller Lincoln Frederick W Lincoln, Jr.

1.	→ Isabel Lincoln
2.	→ Calista Lincoln
- Avery Rockefeller (1903/4-1986) ⚭ 1923 Anna Griffith Mark (1906–96)

1.	→ Avery Rockefeller Jr. * 30. August 1924 stirbt vor seinem Vater
2.	→ Isabel Ann Rockefeller * 12. Oktober 1926
3.	→ Anna Mark Rockefeller ⚭  Elliman
1.	→  → Ted Elliman
2.	→  → Mary Elliman ⚭ Runestad
3.	→  → David Elliman
4.	→  → Joan Rockefeller ⚭ McAlpin
- Winifred Rockefeller ⚭ 15. Dezember 1928 Brooks Emeny

1.	→ Elizabeth Brooks Emeny
2.	→ Faith Rockefeller Emeny
- Faith Rockefeller (wahrscheinlich unverheiratet, wurde 1937 "Miss Faith of Greenwich" genannt)
- Gladys Rockefeller († nach Mai 1986) ⚭ 2. September 1937 Dudley Underhill